# Ana Sestari
Ana Carolina Caliari Sestari, nome completo di Ana Sestari (Progresso (Brasile), 13 febbraio 1996), è una giocatrice di calcio a 5 italiana, portiere del Città di Falconara e della Nazionale Italiana .

## Carriera

### Calcio a 5
Considerata una delle migliori interpreti del suo ruolo, Ana Sestari inizia la sua carriera nella giovanili del Barateiro Futsal, squadra brasiliana che milita nella  Liga Nacional Feminina. In quattro anni vince 4 Coppe del Brasile con l'Under 15 (2), Under 17 e Under 20. 
Arriva in Italia nel 2014, quando inizia a vestire la maglia del Montesilvano, dove si mette subito in luce per le sue qualità tecniche e l'agilità tra i pali. In otto anni vince tutti i titoli nazionali, diventanto titolare inamovibile anche in Nazionale. La rivista FutsalPlanet la inserisce costantemente nella top10 dei più forti portieri al mondo.
Nell'agosto 2023 approda al Città di Falconara  dove in pochi mesi diventa una delle beniamine del pubblico.
Nel campionato 2024/2025 è grande protagonista del secondo scudetto del Città di Falconara con parate eccezionali e siglando ben 4 gol (sui totali 8 in campionato, record della squadra per un portiere) di cui 2 nella finalissima contro il Pescara. A fine stagione lascia la squadra marchigiana sposando il progetto della neopromossa Roma.

## Palmarès

### Club
- Campionato Italiano: 3

Montesilvano: 2015-16, 2020-21
Città di Falconara: 2024-25
- Coppa Italia: 1

Montesilvano: 2017-18
- Supercoppa Italiana: 2

Montesilvano:  2016, 2018
- Coppa della Divisione: 1

Montesilvano:2019-20

### Individuali
- MVP della finale di Coppa della Divisione 2019/20

- Premio 5TAR Futsal come miglior portiere della Serie A 2020-21

- Premio 5TAR Futsal come miglior portiere della Serie A 2023-24

- MVP della finale playoff di Serie A 2024-25